# ネットルーム
ネットルームとはパソコンなどのネット機器が完備されており料金を支払う事により利用できる個室。24時間営業をしている店舗も多く、長期滞在施設として使われることもある。旅館業法の規制を受けていない(条例による規制は除く)ため、宿泊施設ではない。
類似したタイプの施設にネットカフェというのが存在するが、ネットカフェにはドリンクバーが設置されており無料で利用できるが、ネットルームには置かれておらず飲料は設置されている自動販売機から購入するという形になる。

## 設置者
- マンボー
- GOGOオフィス
- オカモトグループ
- ヤマウチ